# Дубрава (Куршумлија)
Дубрава је насеље у Србији у општини Куршумлија у Топличком округу. Према попису из 2022. било је 16 становника (према попису из 1991. било је 58 становника).
После Берлинског конгреса 1878. године дошло је до размене становништва између Србије и Турске, тако што су Турци из Топлице исељени у тадашњу Турску, а Срби су насељавали Топлицу. Села око Куршумлије су насељена и Србима из Ибарског Колашина. Срби из села Добриње код Тутина су недалеко од Куршумлије формирали ново село Дубраву али и данас, по селу одакле су дошли, носе назив Добрињци.
Један део породица је после Другог светског рата колонизован у Бачку у село Парабућ, данашње Ратково (по хероју Ратку Павловићу Ћићку), које је једно кратко време чак носило назив Бачка Дубрава.
До данас између становника Дубраве није склопљен ни један брак, што јасно говори о тесним рођачким везама које Добрињци међусобно одржавају.

## Демографија
У насељу Дубрава живи 45 пунолетних становника, а просечна старост становништва износи 61,7 година (58,0 код мушкараца и 65,9 код жена). У насељу има 20 домаћинстава, а просечан број чланова по домаћинству је 2,25.
Ово насеље је великим делом насељено Србима (према попису из 2002. године), а у последња три пописа, примећен је пад у броју становника.
|  |

| Демографија | Демографија | Демографија |
| Година      | Становника  | Становника  |
| ----------- | ----------- | ----------- |
| 1948.       | 305         |             |
| 1953.       | 324         |             |
| 1961.       | 249         |             |
| 1971.       | 137         |             |
| 1981.       | 97          |             |
| 1991.       | 58          | 58          |
| 2002.       | 45          | 45          |

| Етнички састав према попису из 2002.‍ | Етнички састав према попису из 2002.‍ | Етнички састав према попису из 2002.‍ | Етнички састав према попису из 2002.‍ | Етнички састав према попису из 2002.‍ |
| ------------------------------------ | ------------------------------------ | ------------------------------------ | ------------------------------------ | ------------------------------------ |
|                                      |                                      |                                      |                                      |                                      |
| Срби                                 | Срби                                 |                                      | 44                                   | 97,77%                               |
| непознато                            | непознато                            |                                      | 1                                    | 2,22%                                |

| Година пописа     | 1948. | 1953. | 1961. | 1971. | 1981. | 1991. | 2002. |
| ----------------- | ----- | ----- | ----- | ----- | ----- | ----- | ----- |
| Број домаћинстава | 46    | 45    | 46    | 35    | 34    | 27    | 20    |

| Број чланова      | 1 | 2  | 3 | 4 | 5 | 6 | 7 | 8 | 9 | 10 и више | Просек |
| ----------------- | - | -- | - | - | - | - | - | - | - | --------- | ------ |
| Број домаћинстава | 5 | 10 | 2 | 1 | 2 | 0 | 0 | 0 | 0 | 0         | 2,25   |

| Пол    | Укупно | Неожењен/Неудата | Ожењен/Удата | Удовац/Удовица | Разведен/Разведена | Непознато |
| ------ | ------ | ---------------- | ------------ | -------------- | ------------------ | --------- |
| Мушки  | 24     | 8                | 14           | 2              | 0                  | 0         |
| Женски | 21     | 2                | 14           | 5              | 0                  | 0         |
| УКУПНО | 45     | 10               | 28           | 7              | 0                  | 0         |

| Пол    | Укупно                    | Пољопривреда, лов и шумарство | Рибарство                            | Вађење руде и камена | Прерађивачка индустрија       |
| ------ | ------------------------- | ----------------------------- | ------------------------------------ | -------------------- | ----------------------------- |
| Мушки  | 21                        | 16                            | 0                                    | 0                    | 3                             |
| Женски | 12                        | 12                            | 0                                    | 0                    | 0                             |
| УКУПНО | 33                        | 28                            | 0                                    | 0                    | 3                             |
| Пол    | Производња и снабдевање   | Грађевинарство                | Трговина                             | Хотели и ресторани   | Саобраћај, складиштење и везе |
| Мушки  | 0                         | 1                             | 0                                    | 0                    | 0                             |
| Женски | 0                         | 0                             | 0                                    | 0                    | 0                             |
| УКУПНО | 0                         | 1                             | 0                                    | 0                    | 0                             |
| Пол    | Финансијско посредовање   | Некретнине                    | Државна управа и одбрана             | Образовање           | Здравствени и социјални рад   |
| Мушки  | 0                         | 0                             | 1                                    | 0                    | 0                             |
| Женски | 0                         | 0                             | 0                                    | 0                    | 0                             |
| УКУПНО | 0                         | 0                             | 1                                    | 0                    | 0                             |
| Пол    | Остале услужне активности | Приватна домаћинства          | Екстериторијалне организације и тела | Непознато            | Непознато                     |
| Мушки  | 0                         | 0                             | 0                                    | 0                    | 0                             |
| Женски | 0                         | 0                             | 0                                    | 0                    | 0                             |
| УКУПНО | 0                         | 0                             | 0                                    | 0                    | 0                             |